# Фёдоров, Виктор Фёдорович
Виктор Фёдорович Фёдоров (2 (15) января 1910, Санкт-Петербург, Российская империя — 17 марта 2004, Санкт-Петербург, Россия) — советский спортсмен-универсал. Играл в футбол, хоккей с шайбой и хоккей с мячом, тренер. Заслуженный тренер РСФСР (1961).

## Биография
Член «Динамо» с 1927 года. Кавалер знака «Почетный динамовец». Выступал за ленинградское «Динамо» в 1936—1940 и 1945 годах, провёл около сорока матчей в чемпионате, забил семь мячей.
Играл на высшем уровне в хоккей с мячом. В составе «Динамо» стал бронзовым призером чемпионата СССР 1936 года. В 1947 стал финалистом кубка СССР.
Играл за «Динамо» в первом чемпионате СССР по хоккею с шайбой 1946/47. За ХК «Динамо» играл в 1946—1949 годах.
В начале 1960-х — председатель тренерского совета ленинградской городской секции футбола.
В 1960—1970-х годах тренировал клубную команду «Динамо».